# Mister 880
Mister 880 (bra Senhor 880) é um filme norte-americano de 1950, do gênero comédia policial, dirigido por Edmund Goulding, com roteiro de Robert Riskin baseado em artigo de St. Clair McKelway publicado no New Yorker.

## Notas de produção

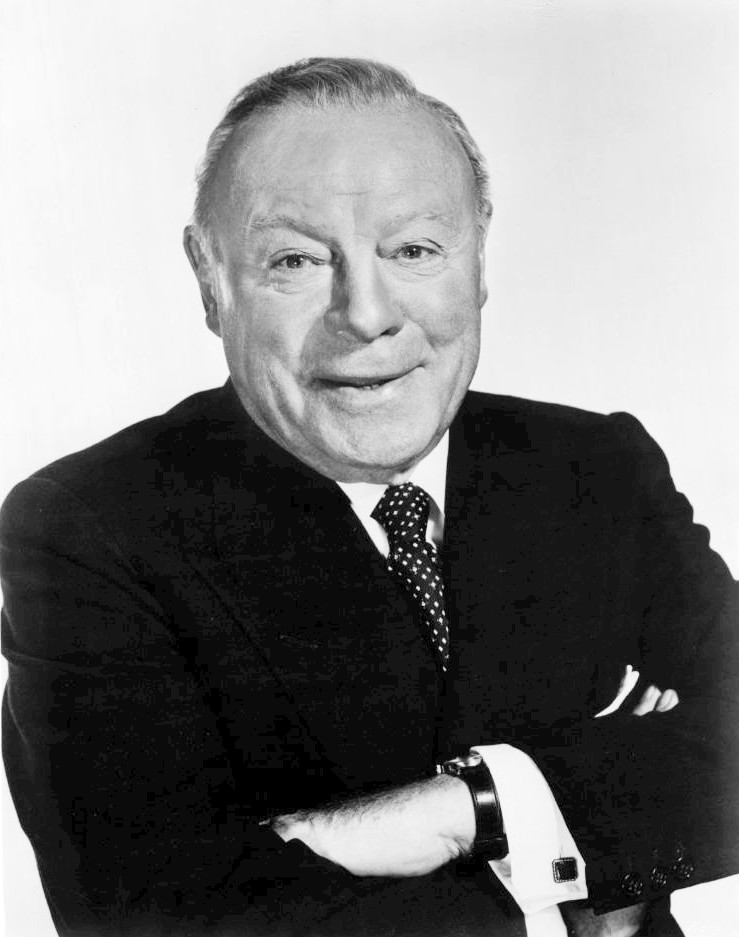
Nascido no País de Gales, Edmund Gwenn fez carreira nos palcos londrinos, onde era um favorito de George Bernard Shaw. Alcançou o sucesso em Hollywood interpretando senhores benevolentes. Ganhou um Oscar por Miracle on 34th Street e foi indicado por Mister 880. Morreu em 1959, de pneumonia e complicações resultantes de um ataque cardíaco.